# Maracó (departement)
Maracó is een departement in de Argentijnse provincie La Pampa. Het departement (Spaans: departamento) heeft een oppervlakte van 2.555 km² en telt 54.699 inwoners.

## Plaatsen in departement Maracó
- Agustoni
- Dorila
- General Pico
- Speluzzi
- Trebolares